# Resolutie 456 Veiligheidsraad Verenigde Naties
Resolutie 456 van de Veiligheidsraad van de Verenigde Naties werd op 30 november 1979 aangenomen met veertien stemmen tegen geen. De Volksrepubliek China nam niet deel aan de stemming. De resolutie verlengde de UNDOF-waarnemingsmacht in de Golanhoogten met een half jaar.

## Achtergrond
In de nasleep van de Jom Kipoeroorlog besloten Israël en Syrië in twee akkoorden tot het neerleggen van de wapens. Een waarnemingsmacht van de Verenigde Naties moest op de uitvoering hiervan toezien. Tijdens de oorlog bezette Israël de Golanhoogten, die het in 1981 annexeerde.

## Inhoud
De Veiligheidsraad:
- Overwoog het rapport van secretaris-generaal Kurt Waldheim over de VN-waarnemingsmacht.
- Beslist:
a. De betrokken partijen op te roepen onmiddellijk 338 uit te voeren.
b. Het mandaat van de Waarnemingsmacht met zes maanden te verlengen, tot 31 mei 1980.
c. De secretaris-generaal te vragen tegen dan over de ontwikkelingen en de stappen om resolutie 338 uit te voeren te rapporteren.

## Verwante resoluties
- Resolutie 450 Veiligheidsraad Verenigde Naties
- Resolutie 452 Veiligheidsraad Verenigde Naties
- Resolutie 459 Veiligheidsraad Verenigde Naties
- Resolutie 465 Veiligheidsraad Verenigde Naties

Lijst ·  444 ·  445 ·  446 ·  447 ·  448 ·  449 ·  450 ·  451 ·  452 ·  453 ·  454 ·  455 ·  456 ·  457 ·  458 ·  459 ·  460 ·  461